# North Fond du Lac
North Fond du Lac è un villaggio degli Stati Uniti d'America, situato in Wisconsin, nella contea di Fond du Lac.